# Белочерковський монастир (Болгарія)
Белочерковський монастир —  монастир Пловдивської єпархії Православної церкви Болгарії. 

## Розташування
Розташований в Західних Родопах, у курортній зоні Бяла Черква, приблизно за 25 км на південний захід від Пловдива. 

## Історія
Це один з найдавніших монастирів Болгарії. Він був побудований в 11 столітті і є найвищим монастирем в країні — 1600 м над рівнем моря. Під час заснування він був присвячений святим Св. Козьмі і Даміану, але зазнав руйнування під час спроби насильницької ісламізації місцевого населення в XVII ст. Згодом монастир перебудували 1883 року. Покровителями монастиря були обрані святі Петро і Павла. 
Неподалік Белочерковського монастиря "Св. Св. апостолів Петра і Павла" знаходяться селища Марково і Белащиця, на одній з найвищій точок в центральній частині Родопських гір. Вся територія навколо покрита багатовіковими сосновими лісами, серед яких розташований сучасний високогірний курорт Бяла Черква. 
Згідно з легендою, Белочерковський монастир є одним з найдавніших монастирів Болгарії, який виник у ХІ столітті, коли було засновано Бачковський монастир. Залишки алтарної апсиди старої церкви, що збереглися до наших днів, свідчать про її давнину. У середині XVII століття, коли мусульманський фанатизм затопив Родопи, разом з іншими монастирями, ордами великого візира Мехмеда Кепрюлю був зруйнований та знищений і Белочерковський монастир. 
Сьогоднішня монастирська церква — велика однонефна базиліка без купола, побудована в 1815 р. на фундаменті старої церкви. Побудована з білого кускового каменю, вона видна здалеку, тому навколишній район був названий "Бяла Черква". В церкві немає фресок, але збереглися старі ікони талановитих невідомих художників, подарованих монастирю в 1812 р. і пізніше. Реконструюються житлові будинки, що займають північну і західну сторони великого монастирського двору. 

## Архітектура
Архітектура монастиря відрізняється від архітектури інших родопських монастирів. Під час пожежі 2002 р. повністю згоріли житлові та допоміжні будівлі, і тільки церква залишилася практично неушкодженою в монастирі. 

## Свято храму
- Свято храму відбувається щороку, 29 червня — на Петровден.